# Bambiriáda
Bambiriáda byla každoroční přehlídka činnosti sdružení dětí a mládeže a středisek volného času. Bambiriádu od roku 1999 do roku 2015 pořádala Česká rada dětí a mládeže. Děti a mladí lidé měli možnost vybrat si nejlepší volnočasovou aktivitu.[zdroj⁠?!] Bambiriáda se konala jednou za rok ve všech krajích České republiky. Trvala 2 až 4 dny a jejími branami prošlo okolo 250 000 lidí.[zdroj⁠?!] Měla formu přehlídky pod širým nebem, kde měla jednotlivá sdružení své stánky nebo prezentace a součástí „městečka“ bylo vždy pódium.

## Historie
Uskutečněné Bambiriády s přehledem měst kde byla akce pořádána.
- 1999 – 27.–30. květen – Praha

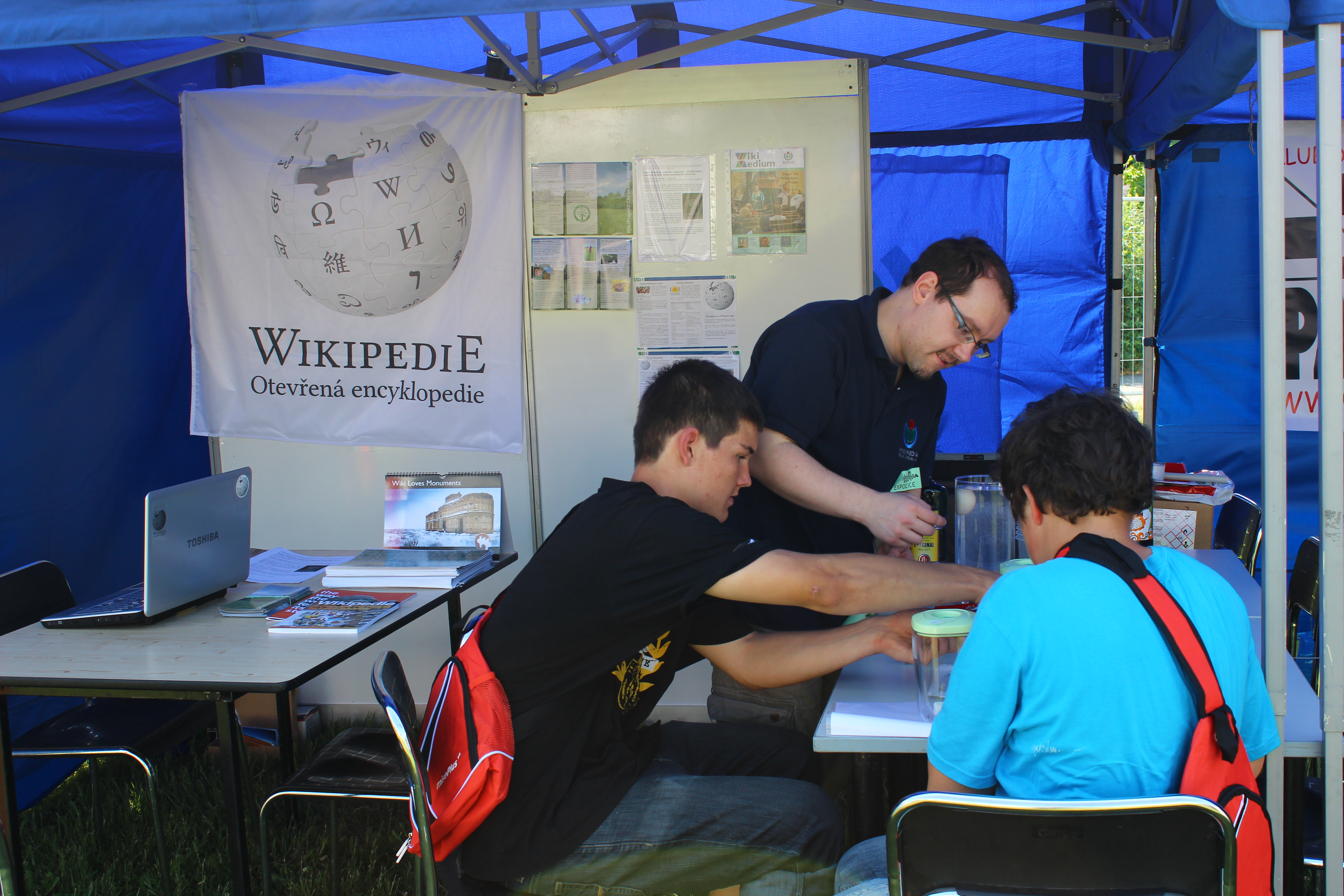
Stánek s prezentací Wikipedie na Bambiriádě 2012

- 2000 – 25.–28. květen – Praha, Brno, České Budějovice, Chomutov, Krnov, Mladá Boleslav, Plzeň a Zlín
- 2001 – 24.–27. květen – Praha, Brno, České Budějovice, Chomutov, Liberec, Lomnice nad Popelkou, Mladá Boleslav, Ostrava, Plzeň, Zlín
- 2002 – 23.–26. květen – Praha, Beroun, Brno, České Budějovice, Chomutov, Chrudim, Liberec, Lomnice nad Popelkou, Olomouc, Ostrava, Plzeň, Šumperk, Uherské Hradiště, Zlín
- 2003 – 22.–25. květen – Praha, Brno, České Budějovice, Děčín, Frýdek-Místek, Havířov, Hradec Králové, Chomutov, Chrudim, Karviná, Liberec, Olomouc, Ostrava, Plzeň, Klatovy, Příbram, Šumperk, Uherské Hradiště, Zlín
- 2004 – 20.–23. květen – Praha, Brno, České Budějovice, Děčín, Frýdek-Místek, Havířov, Hlučín, Hradec Králové, Cheb, Chomutov, Chrudim, Karviná, Kladno, Klatovy, Krnov, Liberec, Olomouc, Opava, Ostrava, Plzeň, Prostějov, Přerov, Šumperk, Tábor, Třebíč, Třinec, Uherské Hradiště, Zlín
- 2005 – Na křídlech dětské fantazie – 26.–29. květen – Praha, Brno, České Budějovice, Děčín, Frýdek-Místek, Havířov, Hlučín, Hradec Králové, Cheb, Chomutov, Chrudim, Karviná, Klatovy, Liberec, Mělník, Olomouc, Opava, Ostrava, Plzeň, Prostějov, Přerov, Šumperk, Tábor, Třebíč, Třinec, Uherské Hradiště, Zlín
- 2006 – Báječný dětský svět – 25.–28. květen – Praha, Brno, České Budějovice, Děčín, Havířov, Hradec Králové, Cheb, Chomutov, Chrudim, Jaroměř, Jihlava, Klatovy, Krnov, Liberec, Mladá Boleslav, Nymburk, Olomouc, Opava, Ostrava, Plzeň, Prostějov, Rýmařov, Šumperk, Tábor, Třinec, Zlín
- 2007 – Každý jsme jiný, všichni rovnoprávní – 24.–27. květen – Praha, České Budějovice, Děčín, Havířov, Hradec Králové, Cheb, Chomutov, Chrudim, Jaroměř, Jeseník, Karlovy Vary, Klatovy, Krnov, Liberec, Náchod, Nymburk, Ostrava, Plzeň, Prostějov, Rakovník, Rychnov n. Kněžnou, Šumperk, Tábor, Třinec, Uherské Hradiště, Zábřeh, Zlín
- 2008 – Nestůj, pojď se přidat! Máš právo mít kamarády – 22.–25. květen – Praha, České Budějovice, Děčín, Frýdek-Místek, Havířov, Hradec Králové, Chomutov, Chrudim, Jaroměř, Jeseník, Karlovy Vary, Kladno, Klatovy, Krnov, Liberec, Náchod, Ostrava, Plzeň, Poděbrady, Praha, Prostějov, Rychnov nad Kněžnou, Šumperk, Tábor, Třebíč, Třinec, Uherské Hradiště, Zábřeh, Zlín
- 2009 – Nás se to týká – 4. – 7. červen 2009 – Beroun, Brno], Chomutov, Chropyně, Chrudim, České Budějovice, Jihlava, Karlovy Vary, Liberec, Náchod, Rychnov n. Kněžnou, Ostrava, Frýdek Místek, Havířov, Třinec, Plzeň, Praha, Zábřeh na Moravě
- 2010 – Tvůj průvodce volným časem – 20. – 23. květen 2010 – Města: České Budějovice, Frýdek-Místek, Havířov, Cheb, Chomutov, Chrudim, Jihlava, Liberec, Náchod, Ostrava, Plzeň, Praha, Příbram, Rychnov n. Kn., Třinec, Zábřeh na Moravě, Zlín
- 2011 – Máme se o co podělit – 26. – 29. květen 2011 – České Budějovice, Frýdek – Místek, Cheb, Chomutov, Chrudim, Ivančice, Jihlava, Liberec, Milovice, Náchod, Ostrava, Plzeň, Praha, Rychnov n. Kn., Třinec, Zábřeh, Zlín

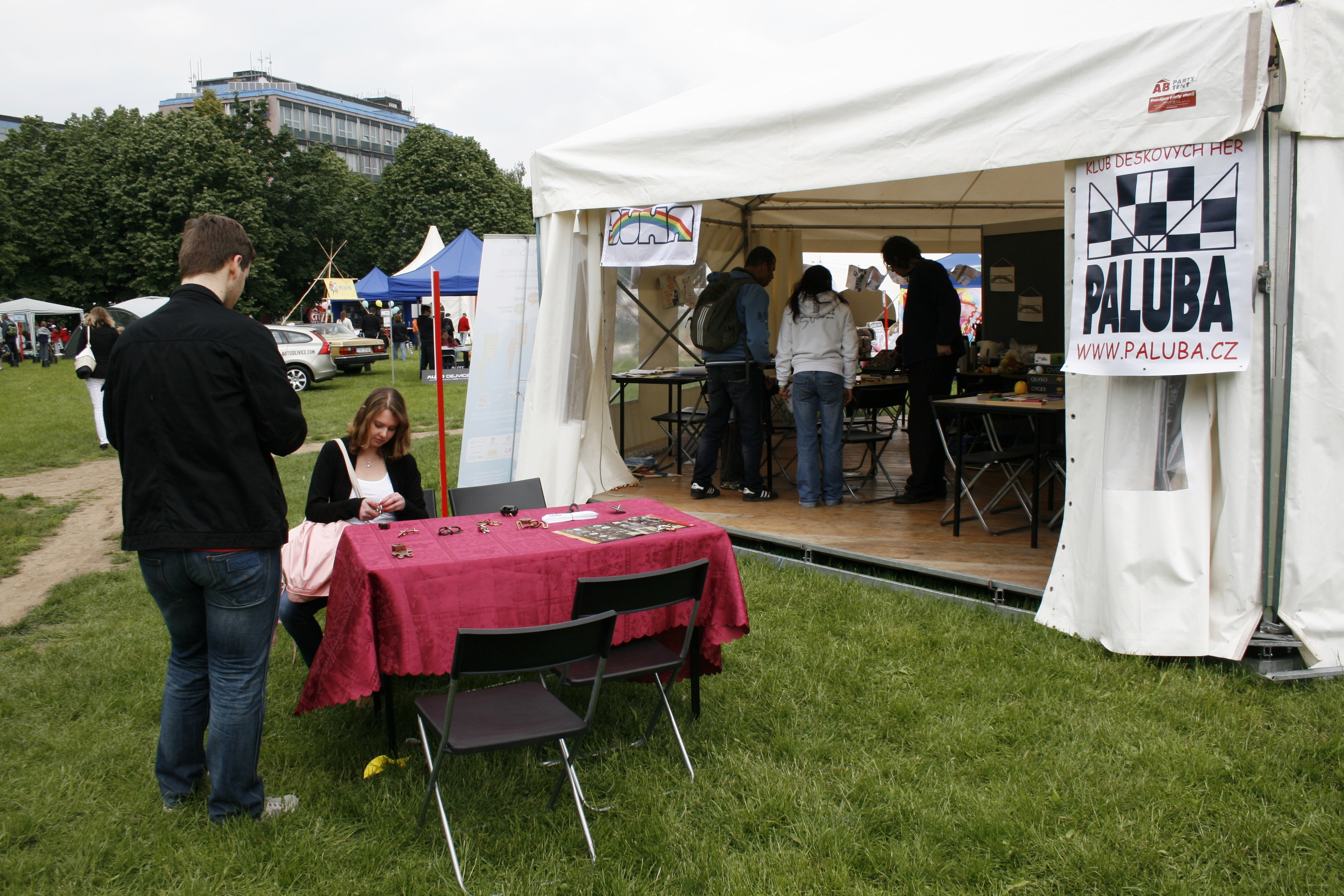
Bambiriáda 2013

- 2012 – Nadšení i zkušenost – 24. – 27. května 2012 – České Budějovice, Český Brod, Český Těšín, Cheb, Chomutov, Chrudim, Ivančice, Jihlava, Liberec, Náchod, Ostrava, Třinec, Bohumín, Plzeň, Praha, Rychnov n. Kn., Zábřeh na Moravě, Zlín
- 2013 – Dětství v proměnách času – 23. – 26. května 2013 – Blansko, České Budějovice, Český Těšín, Humpolec, Cheb, Chrudim, Ivančice, Kyjov, Liberec, Náchod, Ostrava, Plzeň, Praha, Rychnov nad Kněžnou, Šumperk, Třinec, Zlín.
  - Celostátní záštita 2013: Petr Fiala — ministr školství, mládeže a tělovýchovy, Ministr obrany ČR, Generálporučík Petr Pavel — náčelník GŠ AČR

## Slovensko
Od roku 2004 je Bambiriáda pořádána i na Slovensku.